# رادشینسکا سوراتکا
رادشینسکا سوراتکا (به چکی: Radešínská Svratka) یک منطقهٔ مسکونی در جمهوری چک است که در ناحیه ژدار ناد سازاووو واقع شده‌است. رادشینسکا سوراتکا ۶٫۹۹ کیلومتر مربع مساحت و ۶۱۶ نفر جمعیت دارد و ۵۲۰ متر بالاتر از سطح دریا واقع شده‌است.